# The Devil In I
«The Devil In I» —en español: «El diablo en Mi»— es el segundo sencillo del Quinto Álbum de Estudio .5: The Gray Chapter de la banda estadounidense de heavy metal, Slipknot.
Es el segundo sencillo para el álbum y el primero en ser lanzado a los canales de radio y música, ya que el anterior The Negative One es solo un sencillo digital.
En una entrevista con Loudwire, Corey Taylor reveló que el bajista y el baterista ambos estarán en el escenario y ambos llevarán la misma máscara porque la banda siente que sería una falta de respeto para ellos tener máscaras individuales en este momento.

## Antecedentes
Poco después del estreno de The negative one, otra cuenta regresiva se puso en el sitio web oficial de Slipknot diciendo a los aficionados que volverían el 11 de agosto de 2014 a 10 a. m. PDT para "Un anuncio especial". El anuncio se retrasó, pero finalmente reveló el arte de la cubierta para el nuevo sencillo titulado "The Devil in I". Esto fue decepcionante para algunos fanes como Corey ya había revelado el título del sencillo, en una entrevista para la BBC Radio 1 el 4 de agosto.

## Videoclip
Los planes de un vídeo musical de la canción fueron reveladas por Corey Taylor en una entrevista para la BBC Radio 1. La banda sacó un casting pidiendo "gusanos humanos" para un vídeo que fue grabado el 22 y 23 de agosto de 2014 . Pidieron gente entre las edades de 20 y 35 con la condición de que estén de acuerdo de hacer la filmación con los pies descalzos. 
El 11 de septiembre de 2014, Slipknot subió un tráiler de The Devil in en el video musical para ser subido al día siguiente; el tráiler contó con 2 personas en cubiertas de color rojo con agujeros cortados especulando que las cubiertas rojas pueden ser máscaras del nuevo miembro. El video fue subido el 12 de septiembre y contó con los miembros de la banda en un asilo mental, rodeado por los fanes cubiertos completamente y bailando en camisas de fuerza, mientras que la banda se presentó.  Se aprecia que las máscaras de All Hope Is Gone cometen suicidios de varias maneras, tales como el estallido de una bomba a Corey mientras él estaba sentado a una mesa, Mick Thomson rasga su rostro completamente , Sid Wilson se come a sí mismo, Craig Jones está encerrado en un ascensor con un perro que lo ataca, Chris Fehn es picoteado hasta la muerte por unos cuervos, Jim Root se inmola con dinamita, y Shawn Crahan  se prendió fuego y se cuelga. El vídeo también cuenta con los dos nuevos miembros de la banda. Se los puede ver rondando en todo el asilo como pacientes en sillas de ruedas. Quedan, finalmente, acorralados por la banda de los cuales se procede a apuñalar a los nuevos miembros. Con este apuñalamiento podría decirse que los dos nuevos miembros fueron "bautizados" en Slipknot. Ambos aparecen tocando con la banda en último estribillo de la canción, ambos vistiendo uniformes y disfrazados con máscaras idénticas.

## Personal
- (#0) Sid Wilson-Turntables
- (#3) Chris Fehn-Percusión, corista
- (#4) Jim Root-Guitarrista secundario
- (#5) Craig Jones-Tecladista y sintetizador
- (#6) Shawn Crahan-Percusión, corista
- (#7) Mick Thompson-Guitarrista principal
- (#8) Corey Taylor-Vocalista
- Jay Weinberg-Baterista
- Alessandro Venturella-Bajo

- Datos: Q17955373